# Горобець сахелевий
Горобець сахелевий (Gymnoris pyrgita) — вид горобцеподібних птахів родини горобцевих (Passeridae).

## Поширення
Вид поширений у Сахелі (вузька смуга сухих саван південніше Сахари) від Мавританії до Сомалі, а звідси на південь до Танзанії. Населяє сухі савани, акацієві степи, відкриті ліси, сади та сільськогосподарські угіддя з деревами; трапляється на висоті до 1800 м над рівнем моря.

## Опис
Довжина тіла 15–16 см; вага тіла 21–28,5 г. Оперення від попелясто-сірого до земляно-коричневого кольору з нечітко вираженою вузькою бежевою бровою, білим очним кільцем і темно-коричневою щокою; підборіддя та горло білуваті, на нагруднику жовті плями (часто важко помітні під час спостереження), груди сірувати, решта нижньої частини тіла брудно-біла, живіт світліший. Хвіст темно-коричневого кольору з сірувато-жовтими краями на зовнішніх перах. Очі темно-коричневі, дзьоб рожевий, ноги сині або синьо-сірі.

## Підвиди
- G. p. pallida — південна Мавританія та західний Сенегал, на схід до центральної частини Судану;
- G. p. pyrgita — Еритрея, Ефіопія (крім західної частини), Сомалі, Південний Судан, північний схід Уганди, Кенія та північна Танзанія.